# 朽木綱条
朽木 綱条（くつき つなえだ）は、丹波国福知山藩の第11代藩主。福知山藩朽木家12代。諱は綱條とも記される。

## 生涯
享和元年（1801年）10月17日、第9代藩主朽木倫綱の長男として生まれる。文化7年（1810年）6月19日、第10代藩主・朽木綱方の養子となる。佐藤一斎に師事するなど、早くから聡明だったといわれる。文化14年（1817年）4月15日、11代将軍徳川家斉に拝謁する。同年12月16日、従五位下・隠岐守に叙任する。文政3年（1820年）6月6日、綱方の隠居により家督を継いだ。
文政6年（1823年）2月2日、大坂加番を命じられる。文政11年（1828年）9月1日、奏者番に就任する。要職を歴任して将来は老中にも期待されたが、これが出費を招き、さらに領内も凶作が相次いで財政に苦しんだといわれる。天保7年（1836年）5月28日に養父に先立って死去した。享年36。跡を養子の綱張が継いだ。

## 系譜
- 父：朽木倫綱（1767年 - 1803年）
- 母：千寿院 - 松平直紹の娘
- 養父：朽木綱方（1787年 - 1838年）
- 正室：松平輝延の娘
- 継室：宝琳院 - 松平定信養女、真田幸貫娘
- 生母不明の子女
  - 女子：牧野康哉継室
  - 女子：日下部輔寛室
  - 女子：半井広国室
  - 女子：雄 - 瓊芳院、諏訪忠誠正室
  - 女子：朽木綱美正室
  - 女子：朽木綱張養女 - 朽木紘綱正室、のち建部政和継室
- 養子
  - 男子：朽木綱張（1816年 - 1867年） - 本多康禎の次男
  - 男子：朽木綱紀（1808年 - 1825年） - 朽木綱方の次男
  - 女子：健 - 朽木綱張正室